# Charles Roden Buxton
Charles Roden Buxton, född 27 november 1875 och död 16 december 1942, var en brittisk filantrop och politiker, son till Thomas Fowell Buxton d.y..
Buxton var liberal ledamot av underhuset 1910, socialdemokratisk ledamot 1922-23, och var i likhet med sin bror Noel Buxton främst balkanexpert och utgav tillsammans med denne The war and the Balkans (1915). Buxton satt på flera viktiga förtroendeposter i arbetarorganisationerna, var skattmästare i det engelska arbetarpartiet 1924-27 och var partiets parlamentariske rådgivare från 1926.